# V Premis Goya
La Va edició dels Premis Goya (oficialment en castellà: Premios Anuales de la Academia "Goya") va tenir lloc al Palau de Congressos de la ciutat de Madrid (Espanya) el 16 de febrer de 1991 i fa referència a aquelles produccions realitzades el 1990.
La presentació de la gala va anar a càrrec dels actors Lydia Bosch i Jorge Sanz.
La gran guanyadora de la nit fou ¡Ay, Carmela! de Carlos Saura, que guanyà 13 premis de les 15 nominacions que tenia; i la gran perdedora fou ¡Átame! de Pedro Almodóvar que no guanyà cap premi de les 15 nominacions.

## Nominats i guanyadors
| Millor pel·lícula | Millor director |
| --- | --- |
| - ¡Ay, Carmela! - ¡Átame! - Las cartas de Alou | - Carlos Saura per ¡Ay, Carmela! - Pedro Almodóvar per ¡Átame! - Montxo Armendáriz per Las cartas de Alou                                                                      |
| Millor actor | Millor actriu |
| - Andrés Pajares per ¡Ay, Carmela! - Imanol Arias per A solas contigo - Antonio Banderas per ¡Átame!                                                                              | - Carmen Maura per ¡Ay, Carmela! - Victoria Abril per ¡Átame! - Charo López per Lo más natural                                                                                 |
| Millor actor secundari | Millor actriu secundària |
| - Gabino Diego per ¡Ay, Carmela! - Juan Echanove per A solas contigo - Francisco Rabal per ¡Átame!                                                                                | - María Barranco per Las edades de Lulú - Rosario Flores per Contra el viento - Loles León per ¡Átame!                                                                         |
| Millor guió original | Millor guió adaptat |
| - Montxo Armendáriz per Las cartas de Alou - Pedro Almodóvar per ¡Átame! - Agustín Díaz Yanes, Eduardo Calvo i Manolo Matji per A solas contigo                                   | - Carlos Saura i Rafael Azcona per ¡Ay, Carmela! - Luis Alcoriza per La sombra del ciprés es alargada - Bigas Luna i Almudena Grandes per Las edades de Lulú                   |
| Millor director novell | Millor pel·lícula hispanoamericana |
| - Rosa Vergés per Boom boom - Francisco Periñán per Contra el viento - José María Carreño per Ovejas negras                                                                       | - Caídos del cielo de Francisco José Lombardi ( Perú) - Caluga o menta de Gonzalo Justiniano ( Xile) - María Antonia de Sergio Giral ( Cuba)                                   |
| Millor fotografia | Millor muntatge |
| - Alfredo F. Mayo per Las cartas de Alou - José Luis Alcaine per ¡Átame! - José Luis Alcaine per ¡Ay, Carmela!                                                                    | - Pablo González del Amo per ¡Ay, Carmela! - José Salcedo per ¡Átame! - Rosario Sáinz de Rozas per Las cartas de Alou                                                          |
| Millor direcció artística | Millor vestuari |
| - Rafael Palmero per ¡Ay, Carmela! - Ferran Sànchez i Rosales per ¡Átame! - Rafael Palmero per Lo más natural                                                                     | - Rafael Palmero i Mercedes Sánchez Rau per ¡Ay, Carmela! - José María de Cossío per ¡Átame! - José María García Montes, María Luisa Zabala i Lina Montero per Yo soy ésa      |
| Millor so | Millor música |
| - Gilles Ortion i Alfonso Pino per ¡Ay, Carmela! - Daniel Goldstein i Ricardo Steinberg per ¡Átame! - Pierre Lorraine i Eduardo Fernández per Las cartas de Alou                  | - José Nieto per Lo más natural - Ennio Morricone per ¡Átame! - Alejandro Massó per ¡Ay, Carmela!                                                                              |
| Millor maquillatge | Millors efectes especials |
| - José Antonio Sánchez i Paquita Núñez per ¡Ay, Carmela! - Juan Pedro Hernández i Jesús Moncusí i Vallverdú per ¡Átame! - Juan Pedro Hernández i Leonardo Straface per Yo soy ésa | - Reyes Abades per ¡Ay, Carmela! - Carlos Santos i Juan Ramón Molina García per Don Juan, mi querido fantasma - Juan Ramón Molina García i Reyes Abades per Las cartas de Alou |
| Millor direcció de producció | Millor curtmetratge de ficció |
| - Víctor Albarrán per ¡Ay, Carmela! - Esther García per ¡Átame! - Primitivo Álvaro Pérez per Las cartas de Alou                                                                   | - Blanco o negro d'Andrés Sáenz de Heredia - El viaje del agua de Gracia Querejeta, Nacho Pérez i Jesús Ruiz - Indefenso de Jesús R. Delgado                                   |
| Goya d'honor | |
| - Enrique Alarcón (director artístic) | |